# 베셀린 토팔로프

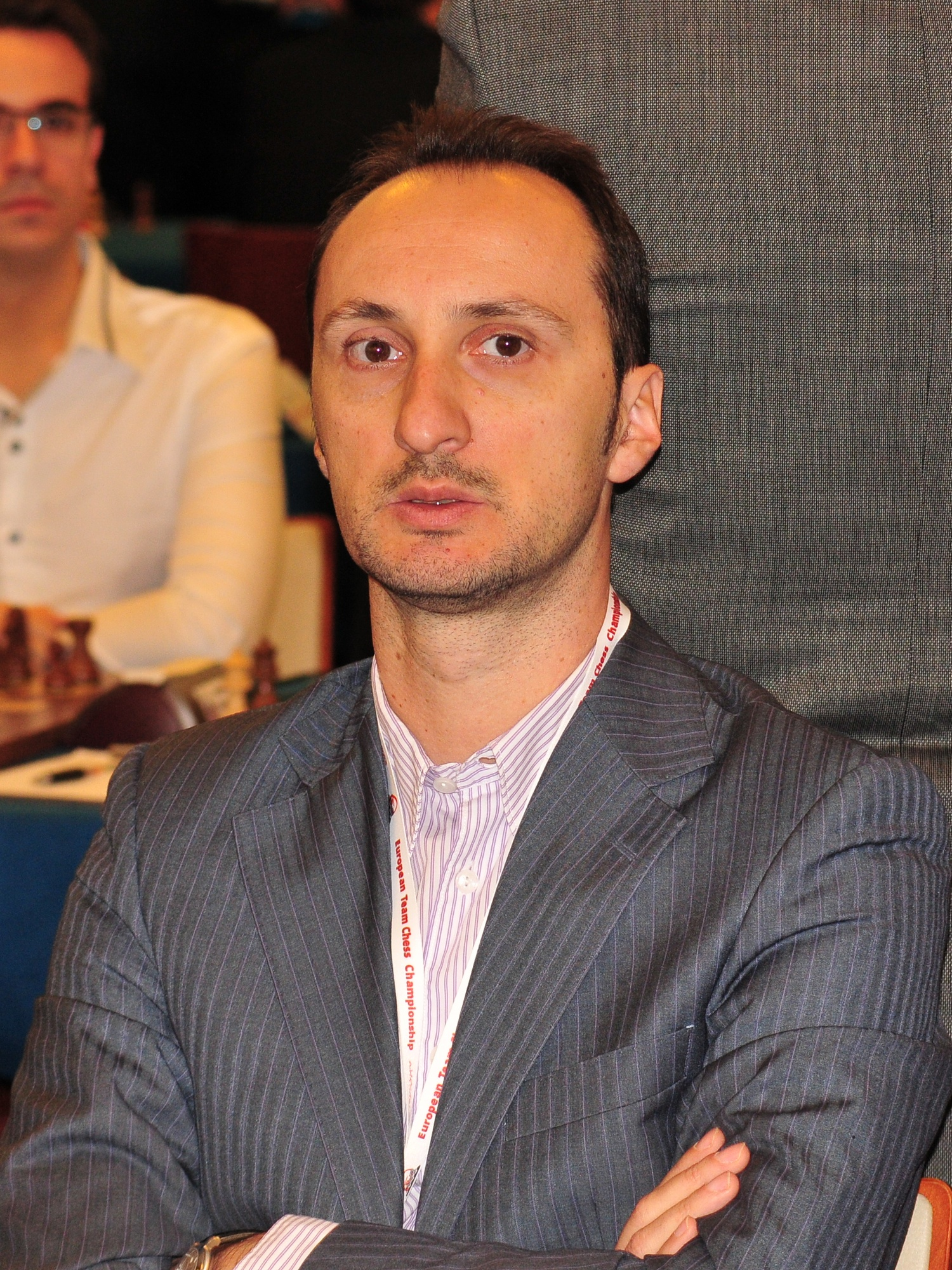
베셀린 토팔로프

베셀린 알렉산드로프 토팔로프(불가리아어: Веселин Александров Топалов, 1975년 3월 15일 ~ )는 불가리아의 체스 선수이다.